# Помпе, Пьер Филибер
Пьер Филибер Помпе (фр. Pierre-Philibert Pompée; 6 июня 1809, Безансон — 8 февраля 1874, Париж) — французский педагог.
Сын владельца мехового магазина, сделавшегося затем учителем и пропагандистом системы взаимного обучения. В 1823 г. вместе с семьёй переехал в Париж, где его отец возглавил школу. Учился у своего отца, затем в коллеже в Везуле (где его отец также ранее преподавал). В 1824—1826 гг. осваивал профессию наборщика в типографии при Коллеж де Франс.
В 1829 г. занял должность директора в новой школе, открывшейся в Париже и также основанной на системе взаимного обучения. Одновременно преподавал французский язык на курсах для рабочих. Был одним из основателей «политехнических и филотехнических ассоциаций», которые ставили своей целью развитие профессионального образования путем лекций для ремесленников. В 1839 г. возглавил новую среднюю школу — первую учреждённую по новому закону об образовании (так называемому Закону Гизо), отделившему среднее образование от начального. Для углубления своих педагогических знаний несколько раз ездил в Швейцарию заниматься под руководством Иоганна Генриха Песталоцци. В 1847 г. за работу в области образования был награждён Орденом Почётного легиона.
При Второй республике по назначению министра образования Ипполита Карно вошёл в состав Высшей комиссии по научным и литературным вопросам, возглавив подкомиссию по образованию. Баллотировался в Национальное учредительное собрание, но проиграл выборы. Примыкал к умеренным республиканцам, входил в различные политические объединения, на президентских выборах 1848 года поддерживал генерала Кавеньяка. После победы Луи Наполеона Бонапарта столкнулся с возрастающей враждебностью властей и в 1852 году был уволен с должности директора школы.
В 1853 году основал новую школу-интернат в парижском пригороде Иври-сюр-Сен. Успешная работа Помпе во главе этого учебного заведения получила широкое признание. В 1867 г. он был сделан офицером Ордена Почётного легиона, в том же году возглавил секцию образования на парижской Всемирной выставке. В 1870 г. был избран мэром города. В 1871 г. был также избран в генеральный совет департамента Сена от округа Вильжюиф.
Опубликовал «Исторический отчёт о начальных школах в городе Париже» (фр. Rapport historique sur les écoles primaires de la ville de Paris; 1839), «Очерки о профессиональном образовании во Франции» (фр. Études sur l'éducation professionnelle en France; 1863) и ряд других работ, посмертно изданы «Очерки о жизни и педагогических трудах Песталоцци» (фр. Études sur la vie et les travaux pédagogiques de J.-H. Pestalozzi; 1878).
Имя Помпе носила площадь в Иври-сюр-Сен (переименована в 1944 г.).